# Ейміті (Міссурі)
Ейміті (англ. Amity) — селище (англ. village) в США, в окрузі Декальб штату Міссурі. Населення — 26 осіб (2020).

## Географія
Ейміті розташоване за координатами 39°52′6″ пн. ш. 94°26′5″ зх. д. / 39.86833° пн. ш. 94.43472° зх. д. (39.868335, -94.434700).  За даними Бюро перепису населення США в 2010 році селище мало площу 0,45 км², з яких 0,45 км² — суходіл та 0,00 км² — водойми.

## Демографія
Згідно з переписом 2010 року, у місті мешкали 54 особи в 20 домогосподарствах у складі 13 родин. Густота населення становила 120 осіб/км².  Було 31 помешкання (69/км²).
Расовий склад населення:
| - 100,0 % — білих |

До двох чи більше рас належало 0,0 %. Частка іспаномовних становила 0,0 % від усіх жителів.
За віковим діапазоном населення розподілялося таким чином: 16,7 % — особи молодші 18 років, 74,0 % — особи у віці 18—64 років, 9,3 % — особи у віці 65 років та старші. Медіана віку мешканця становила 45,5 року. На 100 осіб жіночої статі у місті припадало 116,0 чоловіків;  на 100 жінок у віці від 18 років та старших — 136,8 чоловіків також старших 18 років.
За межею бідності перебувало 66,7 % осіб, у тому числі 100,0 % дітей у віці до 18 років та 44,4 % осіб у віці 65 років та старших.
Цивільне працевлаштоване населення становило 4 особи. Основні галузі зайнятості: роздрібна торгівля — 50,0 %, будівництво — 25,0 %, сільське господарство, лісництво, риболовля — 25,0 %.